# Прокопенко Віктор Євгенович
Ві́ктор Євге́нович Прокопе́нко (нар. 24 жовтня 1944, Маріуполь, Сталінська область, Українська РСР, СРСР — пом. 18 серпня 2007, Одеса, Україна) — радянський футболіст, грав на позиції нападника, український та радянський футбольний тренер. Майстер спорту СРСР, заслужений тренер УРСР (1985) та РРФСР (1990), найкращий тренер Росії (1997).
Відомий виступами за вінницький «Локомотив», одеський «Чорноморець», донецький «Шахтар» та херсонський «Локомотив».
Перший в історії наставник збірної України з футболу. Очолював одеський «Чорноморець», донецький «Шахтар», волгоградський «Ротор» та московське «Динамо». На тренерському містку цих команд став дворазовим срібним призером чемпіонату України, триразовим володарем кубку України, срібним призером чемпіонату Росії, фіналістом розіграшу кубку Росії, володарем кубку Федерації футболу СРСР та бронзовим призером чемпіонату СРСР.

## Кар'єра футболіста
Віктор Євгенович Прокопенко народився 24 жовтня 1944 року у місті Маріуполь, Сталінська область (нині Донецька). Там же почав грати у футбол, спочатку на заводі ім. Ілліча під керівництвом Я. Козачка. У вересні 1964 року Прокопенка призвали до армії, під час служби Віктора направили до Східної Німеччини, де він непрофесійно грав у ГРВН три роки до вересня 1967 року. Першою командою майстрів для Прокопенка став вінницький «Локомотив», куди він перебрався у жовтні 1967 року. У ті роки подільська команда грала у Другій групі, клас А. чемпіонату СРСР. Там же Віктор Євгенович відіграв 43 матчі та забив п'ять м'ячів у чемпіонаті (у інших змаганнях вінничани на той час не брали участі).
У 1969 році Прокопенко переїхав до Одеси, грати за місцевий «Чорноморець». Тоді у складі «моряків» грали такі відомі футболісти, як Іштван Секеч, Семен Альтман, Сергій Звенигородський, Віктор Зубков та інші. У ті часи під керівництвом Сергія Шапошникова команда 1969 року посіла восьму сходинку у вищій лізі, але наступного сезону, зайнявши п'ятнадцятий рядок турнірної таблиці вилетіла до першої ліги. Опісля цього Прокопенко вирішив перейти до іншої української команди — донецького «Шахтаря». Всього за одеситів футболіст відіграв за два сезони 56 матчів, де забив дев'ять м'ячів.
Тоді у команді «гірників» грали багато легенд українського футболу — Юрій Дегтерьов, Анатолій Коньков та Валерій Яремченко. Відігравши 19 матчів та забивши 4 голи, Прокопенко не зміг допомогти донеччанам піднятися вище останньої сходинки вищої ліги, після чого у 1971 році «Шахтар» залишив найвищий дивізіон. Після провалу керівництво клубу вирішило призначити на посаду головного тренера команди Олега Базилевича. Разом із командою Олег Петрович зумів повернути команду до турніру найсильніших клубів, а для Віктора 1972 рік став найрезультативнішим у кар'єрі нападника — він забив 10 м'ячів у 25 іграх чемпіонату. «Гірники», зайнявши 2-ге місце, вийшли до вищої ліги. Але у липні наступного року Прокопенко залишив команду і переїхав до Херсона, грати у місцевому «Локомотиві» (нині «Кристал»). Там у другій лізі Прокопенко провів також два сезони і мало відзначився.
У липні 1974 року Віктор Євгенович повернувся до Одеси. Але у «Чорноморці» футболіст не зумів вже повноцінно грати, хоч в першому ж сезоні і здобув разом із командою бронзові медалі. Наступного року майже на початку сезону 31-річний футболіст отримав травму меніска, після чого лікарі майже по часточках збирали коліно спортсмена. Після отриманої травми декілька місяців Віктор проходив на милицях у гіпсі, потім такий же час розробляв ногу, але це не допомогло відновити форму, тому футболіст вирішив завершити кар'єру гравця. За два сезони Прокопенко відіграв лише 18 матчів та забив 2 м'ячі. Усього за свою кар'єру футболіст відіграв 166 матчів (153 з них у чемпіонаті) та забив 39 голів (з них 33 у чемпіонаті).

### Статистика гравця
| Клуб                                                                      | Ліга              | Сезон             | Чемпіонат | Чемпіонат | Кубок | Кубок | Інші змагання | Інші змагання | Інші змагання | Всього | Всього |
| Клуб                                                                      | Ліга              | Сезон             | Ігор      | Голів     | Ігор  | Голів | Назва         | Ігор          | Голів         | Ігор   | Голів  |
| ------------------------------------------------------------------------- | ----------------- | ----------------- | --------- | --------- | ----- | ----- | ------------- | ------------- | ------------- | ------ | ------ |
| «Чорноморець» О                                                           | ВЛ                | 1975              | 3         | 0         | 1     | 0     | —             | —             | —             | 4      | 0      |
| «Чорноморець» О                                                           | ВЛ                | 1974              | 14        | 2         | 0     | 0     | —             | —             | —             | 14     | 2      |
| «Чорноморець» О                                                           | Всього            | Всього            | 17        | 2         | 1     | 0     |               | —             | —             | 18     | 2      |
| «Локомотив» Х                                                             | 2Л                | 1974              | ?         | 3         | —     | —     | —             | —             | —             | 0      | 3      |
| «Локомотив» Х                                                             | 2Л                | 1973              | ?         | 2         | 0     | 0     | —             | —             | —             | 0      | 2      |
| «Локомотив» Х                                                             | Всього            | Всього            | ?         | 5         | 0     | 0     |               | —             | —             | 0      | 5      |
| «Шахтар» Д                                                                | 1Л                | 1972              | 25        | 10        | —     | —     | —             | —             | —             | 25     | 10     |
| «Шахтар» Д                                                                | ВЛ                | 1971              | 19        | 4         | 5     | 3     | ПД            | ?             | 1             | 24     | 8      |
| «Шахтар» Д                                                                | Всього            | Всього            | 44        | 14        | 5     | 3     |               | 0             | 1             | 49     | 18     |
| «Чорноморець» О                                                           | ВЛ                | 1970              | 24        | 2         | 5     | 0     | —             | —             | —             | 24     | 2      |
| «Чорноморець» О                                                           | 1Л                | 1969              | 25        | 5         | 2     | 2     | —             | —             | —             | 27     | 7      |
| «Чорноморець» О                                                           | Всього            | Всього            | 49        | 7         | 7     | 2     |               | —             | —             | 56     | 9      |
| «Локомотив» В                                                             | 2Л                | 1968              | 39        | 5         | —     | —     | —             | —             | —             | 39     | 5      |
| «Локомотив» В                                                             | 2Л                | 1967              | 4         | 0         | —     | —     | —             | —             | —             | 4      | 0      |
| «Локомотив» В                                                             | Всього            | Всього            | 43        | 5         | —     | —     |               | —             | —             | 43     | 5      |
| Всього за кар'єру                                                         | Всього за кар'єру | Всього за кар'єру | 153       | 33        | 13    | 5     |               | 0             | 1             | 166    | 39     |
| 2Л — друга ліга; 1Л — перша ліга; ВЛ — вища ліга; ПД — першість дублерів. |                   |                   |           |           |       |       |               |               |               |        |        |

## Тренерська кар'єра

### «Чорноморець»
Після завершення кар'єри гравця Віктор Євгенович, недовго думаючи, вирішив продовжити займатися футболом. У 1975 році колишній футболіст закінчив Одеський педагогічний інститут імені К. Д. Ушинського, а наступного року переїхав до Москви, щоб закінчити Вищу школу тренерів. Він був одним з перших випускників московської ВШТ, яка відкрилася у столиці СРСР у середині 1970-х. І повернувшись до «Південної Пальміри» 1977 року, увійшов до тренерського штабу одеської команди.
1982 року молодий тренер очолив команду, змінивши легендарного у минулому радянського футболіста та найкращого бомбардира московського «Спартака» Мкртича Симоняна. З того часу почалася нова історія клубу — «Ера Віктора Прокопенка». У тренерському штабі Віктора Євгеновича працювали професіонали та легенди одеського та українського футболу: начальником команди був призначений Юрій Заболотний, а асистентами головного тренера — Матвій Черкаський та колишній одноклубник Прокопенка, Семен Альтман, через якийсь час до них приєднався Валерій Поркуян. При тренерстві Віктора Євгеновича команда спочатку зарекомендувала себе як «середняк» вищої ліги, а потім зажадала найвищих місць у чемпіонаті. Так у першому сезоні команда перейшла з одинадцятої сходинки на десяту, потім на восьму, а у сезоні 1984 року зайняла 4-е місце у вищій лізі чемпіонату СРСР. Того сезону одесити по два рази перемогли київське «Динамо» та московський «Спартак» і один раз виграли у тодішніх чемпіонів — ленінградського «Зеніта», що давало шанси здобути навіть «бронзу» того року. В одному з принципових матчів наприкінці сезону одесити зустрілися із дніпропетровським «Дніпром», яке рік тому здобуло золоті медалі. У кінці матчу при рахунку 1:1 «моряки» забили чистий гол, але харківський арбітр Юрій Сергієнко, що обслуговував той матч не зарахував голу, який потіснив би дніпропетровців з третьої сходинки. При чому арбітр пояснює незарахований гол тим, що час матчу закінчився саме у той момент, коли м'яч залетів у ворота.
| Гришко Романчук Ковач Іщак Плоскіна Савельєв (Шарій) Спіцин Щербаков Пасулько Юрченко (Жарков) Морозов |
| «Чорноморець» 2:1 «Вердер»                                                                             |

|                     | Людство ділиться на дві категорії — люди та футбольні арбітри. |
| — Віктор Прокопенко |                                                                |

Ключовими футболістами тоді були Юрій Роменський (у воротах), Володимир Плоскіна (в обороні) та Віктор Пасулько (у середині поля). У нападі грали Іван Шарій, Віктор Сахно (одна з легенд «Одеського дербі») та Ігор Бєланов (майбутній володар «Золотого м'яча»). Здобуток такого високого місця у чемпіонаті дозволив команді через 10 років повернутися у розіграш єврокубків. Першим супротивником тоді ще радянської команди став німецький «Вердер». Перший матч проходив на рідному стадіоні «Чорноморець», де одесити вибороли мінімальну перемогу 2:1. Друга зустріч для «моряків» стала справжнім випробуванням — на «Везерштадіоні» одесити поступилися 2:3, але за правилом гола, забитого на чужому полі пройшли далі, а німці залишили престижний турнір. Героєм того матчу став воротар одеситів, Віктор Гришко, що виручив команду у декількох безнадійних моментах, а Прокопенко у своєму «тактичному двобої» обіграв одного з найкращих німецьких тренерів — Отто Рехагеля. Наступний суперник «моряків» був не легшим попереднього — «Реал Мадрид». Перший матч між командами проходив на домашньому стадіоні іспанців, «Сантьяго Бернабеу». Під поглядами 75 тисяч вболівальниківП одесити програли з рахунком 1:2, але ситуацію можна було докорінно змінити, зігравши вдома хоча б 1:0. Підопічним Віктора Прокопенка це не вдалося, вдома гра завершилася з рахунком 0:0 і «Реал» пройшов далі, щоправда цьому ж клубу вдалося виграти Кубок УЄФА того року. Того ж сезону, хоча й клуб показував непогану гру в єврокубках, то у чемпіонаті «моряки» майже провалили сезон — вигравши 11 ігор з 34-х одесити посіли п'ятнадцяте місце з 18, але у перехідному турнірі «Чорноморець» зайняв перше місце, зберігши заявку у вищому дивізіоні. Але у жовтні наступного року Віктор Євгенович покинув команду. Того сезону одеська команда також зайняла 15-те місце, але стикові матчі вже не проводилися, тому клуб опинився у першій лізі.

### «Ротор»
Згодом у серпні 1987 наставник перейшов до волгоградського «Ротора». Там уродженець Маріуполя прийняв команду, яка мало не вилетіла в третій дивізіон. Прийшовши до клубу спеціаліст спочатку утримав клуб у другому дивізіоні, де разом із командою зайняв 17-те місце. Але наступного сезону команда вже змогла вибороти срібні медалі, поступившись першим місцем «Паміру» з Душанбе. Для волгоградського клубу це досягнення стало предметом гордості — останній сезон у вищому дивізіоні «синьо-голубі» проводили 39 років тому, а тренер, що зумів знову повернути клубу престиж, став для місцевих вболівальників героєм. Тоді ж в російській команді встановлено рекорд забитих м'ячів за сезон — 22 м'ячі з 76, забитих командою у чемпіонаті, забив відомий радянський та російський футболіст Олександр Нікітін.

### Повернення до Одеси
По поверненні до «Чорноморця» Віктор Прокопенко взявся знову за розбудову команди. Хоч тренера й не було у місті всього два роки, але склад та становище «моряків» істотно змінилося: у сезоні 1987 року клуб побував у першій лізі і хоча зумів одразу ж повернутися до «грандів» стартував у вищому дивізіоні невдало — 13 місце з 16-ти, також команду покинув її багаторічний капітан, пенальтист та рекордсмен за кількістю матчів, Володимир Плоскіна. Тренерський штаб клубу також змінився — Плоскіна зайнявся тренерством, до нього приєднався ще один «гвардієць клубу», В'ячеслав Лещук, що змінив Юрія Заболотного, а також інші спеціалісти Віталій Фейдман та Герман Маневич. Щоправда у «чорноморців» до того часу з'явилися нові досвідчені футболісти — Віктор Гришко (у воротах), Сергій Третяк та Василь Третяк (у лінії захисту), Юрій Шелепницький та Ілля Цимбалар (у центрі поля), Іван Гецко та Сергій Гусєв на вістрі атаки. У першому ж сезоні 1989 року команда під керівництвом старого-нового тренера здобула шосте місце у чемпіонаті і ще одну путівку до міжнародних змагань.
Наступного сезону виявилося, що команда, яка, здавалося б, повинна показати видовищну гру була ще занадто «сира» для різкого підвищення графіку. Показником стали результати — у чемпіонаті одесити посіли дев'яте місце з тринадцяти, у розіграші Кубка УЄФА, після проходження норвезького «Русенборга» вилетіли від одного з лідерів Ліги 1 XX століття — «Монако». Щоправда одеситам дістався один із престижних трофеїв радянського футболу Кубок Федерації футболу СРСР, після перемоги над дніпропетровським Дніпром з рахунком 2:0. Це був останній розіграш кубка. Наступного сезону «моряки» змогли поліпшити свій результат зайнявши четверту сходинку. У 1/8 фіналу кубка СРСР перемогли донецький «Шахтар» в серії післяматчевих пенальті. І навіть у розіграші Кубку кубків встановили рекорд — перемогли ліхтенштейнський «Вадуц» з рахунком 7:1. Але це були останні успіхи одеситів, як радянської команди. З 24 серпня 1991 року «Чорноморець» став українською командою, а Віктор Прокопенко — українським тренером. Наступний матч розіграшу кубку СРСР «моряки» повинні були зіграти з московським ЦСКА 25 травня 1992 року, але команда відмовилася брати подальшу участь у турнірі і перемогу зараховали «армійцям».

### Збірна України
Починаючи із здобуття Україною незалежності в українському футболі, як і на усьому пострадянському просторі, почалося створення федерацій та збірних. Після заснування свого чемпіонату, кубку та федерації постало питання про національну збірну. Головним тренером збірної спочатку планувалося призначити Валерія Лобановського, який в той час очолював збірну ОАЕ. Валерій Лобановський дав попередню згоду, але очолити збірну України він міг лише після завершення чинного контракту, до чого залишалося ще близько місяця. Після багатьох переговорів, кількість претендентів на цю посаду скоротилося до трьох — Анатолій Пузач («Динамо»), Валерій Яремченко («Шахтар») та Віктор Прокопенко («Чорноморець»), останній з них і став першим в історії головним тренером збірної України.
Підготовка до першого матчу практично не проводилася. 27 квітня до столиці були викликані: воротарі — Кутєпов («Динамо»), Гришко («Чорноморець»), захисники — Лужний, Мороз («Динамо»), Никифоров, Третяк («Чорноморець»), Драгунов («Шахтар»), Беженар («Дніпро»), півзахисники — Анненков, Ковалець, Заєць («Динамо»), Шелепницький, Сак, Цимбалар («Чорноморець»), Погодін («Шахтар»), Дуднік («Металург»), нападники — Саленко («Динамо»), Гецко, Гусєв («Чорноморець»), Щербаков («Шахтар»). А вже наступного дня команда відправилася до Ужгорода, де програла збірній Угорщини 1:3. Перший гол за збірну забив Гецко.
|                                           | На жаль, часу на підготовку до матчу не було. Тож зробили акцент на гравців колишньої вищої ліги СРСР. Щоб успішно виступати на міжнародній арені, потрібно серйозно готуватись до зустрічей з різними суперниками. Зокрема, запросити всіх найсильніших українських футболістів, які грають у зарубіжних клубах. |
| — післяматчевий коментар В. Є. Прокопенка | |

### «Чорноморець» в українському чемпіонаті
У першому чемпіонаті України 1992 року одесити, маючи досвідчений склад, були одною з найсильніших команд, але у підсумку команда зайняла лише п'яте місце, зате у розіграші кубку України «Чорноморець» став першим в історії українського футболу володарем трофею. Спочатку «синьо-чорні» виграли у житомирського «Полісся» (13:2 за результатами двох матчів), а потім відіграли по два матчі із двома запорізькими командами — «Металургом» та «Торпедо» (3:1 та 3:1 із кожною). У фіналі кубку того року «моряки» зустрілися на стадіоні «Республіканський» з харківським «Металістом», який обіграли в овертаймі 1:0.
У розіграші Кубку володарів кубків УЄФА сезону 1992–1993 років першим суперником став ліхтенштейнський «Вадуц». У матчах проти нього «Чорноморець» здобув свої найбільші єврокубкові перемоги: 5:0 на виїзді та 7:1 вдома (Юрій Никифоров відзначився покером у цьому матчі). Далі одесити перемогли на виїзді 1:0 грецький «Олімпіакос» на чолі з Блохіним, але раптово програли вдома 0:3 (за греків по голу забили Литовченко і Протасов). Після такого результату домашнього матчу пресою почалися розповсюджуватися чутки про підкуп гравців керівництвом «Олімпіакосу». Зокрема, про це заявляв і Прокопенко.
У наступних двох чемпіонатах «Чорноморець» показував стабільну та якісну гру: у сезоні 1992–1993 років клуб здобув бронзові медалі, а наступного року виграв національний кубок і, навіть, міг би піднятися на другу сходинку чемпіонату, але одесити на шість очок відстали від дніпропетровського «Дніпра». Наступного сезону одесити знову отримали бронзові медалі, хоча й могли завершити чемпіонат на другому місці, якби не втратили очки у поєдинку із запорізьким «Торпедо». За час головування клубу Віктором Євгеновичем команду покинув один з найдосвідченіших футболістів тих років — Юрій Никифоров. Щоправда, через рік команду поповнив Тимерлан Гусейнов, який у майбутньому став найкращим бомбардиром клубу. 1994 року «моряки» вдруге у своїй історії змогли виграти кубок України, перемігши у фіналі сімферопольську «Таврію» 5:3 в післяматчевих пенальті. На шляху до фіналу одесити обіграли львівські «Карпати», дніпропетровський «Дніпро», запорізький «Металург» та керченський «Войковець». Того ж року Віктор Прокопенко покинув одеський клуб, знову переїхавши до Волгограда.

### Повернення до Волгограда
1994 року тодішній президент волгоградського «Ротора», Володимир Горюнов, запросив Прокопенка до свого клубу. Повернувшись до «синьо-блакитних» Віктор почав будувати нову команду. Очоливши команду не з початку сезону, Прокопенко зумів вивести «Ротор» на четверте місце вищого дивізіону чемпіонату Росії. Наступного сезону клуб завершив рік на сьомій сходинці турнірної таблиці. На той час провідними гравцями клубу вважалися Олег Веретенников, Олександр Шмарко, Олександр Беркетов та Валерій Бурлаченко. Зокрема, завдяки цим футболістам, наступного сезону 1996 року волгоградський клуб посів призове третє місце найпрестижнішого російського футбольного змагання.
1997 року підопічні Віктора Євгеновича здобули одне з найбільших досягнень клубу та перевершили здобуток минулого сезону — посіли другу сходинку чемпіонату Росії. Найкращим бомбардиром сезону став Веретенников, а у список 33-ти найкращих потрапили Платон Захарчук, Олександр Шмарко, Олег Веретенников, Олександр Беркетов, Віталій Абрамов та Олександр Зернов. За цей час волгоградці активно брали участь у єврокубкових турнірах та навіть стали фіналістами кубка Інтертото 1996 року. 7 липня 1996 року у розіграші того ж трофею російська команда зустрілася з донецьким «Шахтарем». Волгоградці виграли у «гірників» з рахунком 4:1. А у 1997 році «синьо-блакитні» зустрілися з одним із грандів італійського футболу, футбольним клубом «Лаціо», в рамках 1/16 фіналу кубку УЄФА 1997—1998. Перший матч проходив у Росії, де результат закінчився «сухим», 0:0. А ось у Римі «орли» розтрощили російську команду з рахунком 3:0.
У наступні декілька років волгоградська команда почала потроху здавати позиції. 1998 року «Ротор» завершив сезон на четвертому місці, а у кубку програв московському Динамо у півфіналі розіграшу (2:2 в основний час, 6:7 за пенальті). Наступного року сезон для команди завершився провально — наприкінці року волгоградці опинилися на 13-му місці, після чого команду покинув головний тренер.

### «Шахтар»

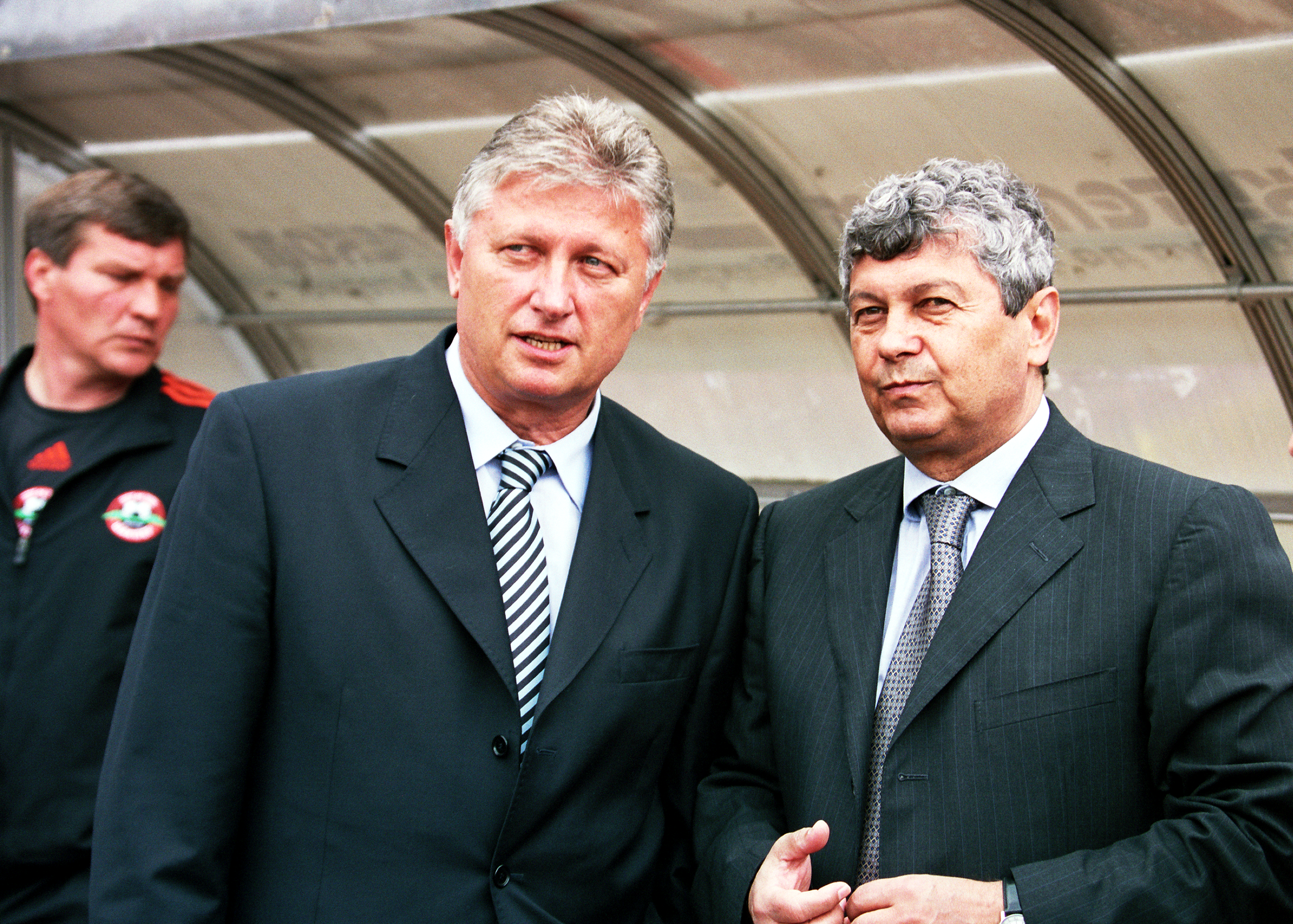
Прокопенко та Мірча Луческу

Восени 1999 року Віктор Євгенович очолив донецький «Шахтар». На той час у команді грала ціла плеяда видатних футболістів: Андрій Воробей, Сергій Ателькін, Геннадій Зубов, Анатолій Тимощук тощо. У першому ж сезоні «гірники» зайняли друге місце у чемпіонаті України, що дало змогу команді вперше у своїй історії виступити у Лізі чемпіонів.
Перший матч у кваліфікації до найпрестижнішого клубного змагання «Старого світу» Шахтар провів 26 липня 2000 року проти естонської «Левадії». Гра закінчилася з рахунком 4:1 на користь «гірників», при чому у тому матчі Сергій Ателькін забив гет-трик. Того сезону донецький клуб кваліфікувався у Лізі чемпіонів до групового турніру, але там зайняв лише третє місце, поступившись чільними рядками лондонському Арсеналу та римському Лаціо відповідно, і вилетів до Кубку УЄФА.
Наступного сезону «Шахтар» також зайняв друге місце у національному чемпіонаті і вдруге потрапив до Ліги чемпіонів. Щоправда, східноукраїнський клуб у цей раз не зміг дійти навіть до групового етапу змагання, поступившись дортмундськії Боруссії 1:5 (за сумою двох матчів). По завершенні сезону саме через невдалі виступи у єврокубкових турнірах Віктор Прокопенко подав у відставку з поста головного тренера клубу.

### «Динамо» (Москва)
2002 року український тренер переїхав до Москви, працювати у місцевому футбольному клубі «Динамо». Щоправда, виклик до Москви українського фахівця не допоміг клубу дійти до високих місць у чемпіонаті Росії. У першому сезоні «динамівці» зайняли восьме місце, а у наступному, 2003 році — шосте. Відпрацювавши два роки у Москві, Прокопенко повернувся у Донецьк, де став спортивним директором «Шахтаря».

### Тренерська статистика
| Клуб              | Сезон             | Чемпіонат         | Чемпіонат         | Чемпіонат  | Чемпіонат | Чемпіонат | Чемпіонат | Кубок  | Кубок | Кубок | Кубок | Кубок | Єврокубки | Єврокубки | Єврокубки | Єврокубки | Єврокубки | Всього | Всього | Всього | Всього | Всього | Всього | Всього | Примітки      |
| Клуб              | Сезон             | Ліга              | Місце             | М          | В         | Н         | П         | Етап   | М     | В     | Н     | П     | Етап      | М         | В         | Н         | П         | М      | В      | Н      | П      | МЗ     | МП     | %Очок  | Примітки      |
| ----------------- | ----------------- | ----------------- | ----------------- | ---------- | --------- | --------- | --------- | ------ | ----- | ----- | ----- | ----- | --------- | --------- | --------- | --------- | --------- | ------ | ------ | ------ | ------ | ------ | ------ | ------ | ------------- |
| «Динамо»          | 2003              | ВЛ                | 6                 | 30         | 12        | 10        | 8         | 1/8    | 3     | 1     | 1     | 1     |           |           |           |           |           | 33     | 13     | 11     | 9      | 49     | 33     | 56     |               |
| «Динамо»          | 2002              | ВЛ                | 8                 | 25         | 11        | 5         | 9         | 1/16   | 1     | 0     | 0     | 1     |           |           |           |           |           | 26     | 11     | 5      | 10     | 34     | 29     | 51     |               |
| «Динамо»          | Всього            | Всього            | Всього            | 55         | 23        | 15        | 17        |        | 4     | 1     | 1     | 2     | —         | —         | —         | —         | —         | 59     | 14     | 16     | 19     | 83     | 62     | 53,5   |               |
| «Ротор»           | 1999              | ВЛ                | 13                | 30         | 7         | 10        | 13        | 1/16   | 1     | 1     | 0     | 0     | —         | —         | —         | —         | —         | 33     | 9      | 10     | 14     | 55     | 67     | 37,37  |               |
| «Ротор»           | 1999              | ВЛ                | 13                | 30         | 7         | 10        | 13        | 3      | 2     | 1     | 0     | 1     | —         | —         | —         | —         | —         | 33     | 9      | 10     | 14     | 55     | 67     | 37,37  |               |
| «Ротор»           | 1998              | ВЛ                | 4                 | 30         | 12        | 12        | 6         | 1/8    | 2     | 2     | 0     | 0     | КУ 2Р     | 2         | 0         | 0         | 2         | 37     | 16     | 12     | 9      | 73     | 55     | 54,05  |               |
| «Ротор»           | 1998              | ВЛ                | 4                 | 30         | 12        | 12        | 6         | 3      | 3     | 2     | 0     | 1     | КУ 2Р     | 2         | 0         | 0         | 2         | 37     | 16     | 12     | 9      | 73     | 55     | 54,05  |               |
| «Ротор»           | 1997              | ВЛ                | 2                 | 34         | 20        | 8         | 6         | 1/16   | 1     | 1     | 0     | 0     | КУ 2Р     | 6         | 4         | 1         | 1         | 43     | 26     | 9      | 8      | 72     | 36     | 67,44  |               |
| «Ротор»           | 1997              | ВЛ                | 2                 | 34         | 20        | 8         | 6         | 1/4    | 2     | 1     | 0     | 1     | КУ 2Р     | 6         | 4         | 1         | 1         | 43     | 26     | 9      | 8      | 72     | 36     | 67,44  |               |
| «Ротор»           | 1996              | ВЛ                | 3                 | 34         | 21        | 7         | 6         | 1/16   | 1     | 1     | 0     | 0     | КІ Фін    | 8         | 5         | 1         | 2         | 45     | 28     | 8      | 9      | 85     | 41     | 68,15  |               |
| «Ротор»           | 1996              | ВЛ                | 3                 | 34         | 21        | 7         | 6         | 3      | 2     | 1     | 0     | 1     | КІ Фін    | 8         | 5         | 1         | 2         | 45     | 28     | 8      | 9      | 85     | 41     | 68,15  |               |
| «Ротор»           | 1995              | ВЛ                | 7                 | 30         | 11        | 7         | 12        | 1/8    | 2     | 2     | 0     | 0     | КУ 1/16   | 4         | 0         | 2         | 2         | 39     | 15     | 9      | 15     | 83     | 64     | 46,15  |               |
| «Ротор»           | 1995              | ВЛ                | 7                 | 30         | 11        | 7         | 12        | 2      | 3     | 2     | 0     | 1     | КУ 1/16   | 4         | 0         | 2         | 2         | 39     | 15     | 9      | 15     | 83     | 64     | 46,15  |               |
| «Ротор»           | Всього            | Всього            | Всього            | 158        | 71        | 44        | 43        |        | 19    | 14    | 0     | 5     |           | 20        | 9         | 4         | 7         | 197    | 94     | 48     | 55     | 368    | 263    | 55,84  |               |
| «Чорноморець»     | 93-94             | ВЛ                | 3                 | 34         | 20        | 8         | 6         | 1      | 9     | 7     | 2     | 0     | —         | —         | —         | —         | —         | 43     | 27     | 10     | 6      | 66     | 24     | 70,54  |               |
| «Чорноморець»     | 92-93             | ВЛ                | 3                 | 30         | 17        | 4         | 9         | 1/16   | 2     | 1     | 0     | 1     | КК 1/16   | 4         | 3         | 0         | 1         | 36     | 21     | 4      | 11     | 47     | 19     | 62,04  |               |
| «Чорноморець»     | 1992              | ВЛ                | 5                 | 18         | 9         | 7         | 2         | 1      | 7     | 4     | 2     | 1     | —         | —         | —         | —         | —         | 25     | 13     | 9      | 3      | 45     | 19     | 64     |               |
| «Чорноморець»     | 1991              | ВЛ                | 4                 | 30         | 10        | 16        | 4         | 1/4    | 4     | 4     | 0     | 0     | —         | —         | —         | —         | —         | 34     | 14     | 16     | 4      | 53     | 32     | 56,86  | [ 9 ]         |
| «Чорноморець»     | 1990              | ВЛ                | 9                 | 24         | 8         | 3         | 13        | 1/4    | 5     | 2     | 1     | 2     | КУ 1/16   | 4         | 1         | 1         | 2         | 39     | 15     | 6      | 18     | 42     | 41     | 43,59  | [ 10 ]        |
| «Чорноморець»     | 1989              | ВЛ                | 6                 | 30         | 11        | 9         | 10        | 1/8    | 4     | 2     | 1     | 1     | —         | —         | —         | —         | —         | 41     | 16     | 11     | 14     | 49     | 50     | 47,97  | [ 11 ]        |
| «Чорноморець»     | Всього            | Всього            | Всього            | 166        | 75        | 47        | 44        |        | 31    | 20    | 6     | 5     |           | 8         | 4         | 1         | 3         | 218    | 106    | 56     | 56     | 302    | 185    | 57,19  |               |
| «Ротор»           | 1988              | 1Л                | 2                 | 42         | 25        | 7         | 10        | 1/4    | 7     | 4     | 0     | 3     | —         | —         | —         | —         | —         | 49     | 29     | 7      | 13     | 92     | 48     | 63,95  | [ 12 ]        |
| «Ротор»           | 1987              | 1Л                | 17                | 20         | 5         | 8         | 7         | —      | —     | —     | —     | —     | —         | —         | —         | —         | —         | 20     | 5      | 8      | 7      | 20     | 16     | 38,33  | [ 13 ] [ 14 ] |
| «Ротор»           | Всього            | Всього            | Всього            | 62         | 30        | 15        | 17        |        | 7     | 4     | 0     | 3     |           |           |           |           |           | 69     | 34     | 15     | 20     | 112    | 64     | 56,52  |               |
| «Чорноморець»     | 1986              | ВЛ                | 15                | 30         | 8         | 7         | 15        | 1/16   | 1     | 0     | 0     | 1     | —         | —         | —         | —         | —         | 31     | 8      | 7      | 16     | 34     | 44     | 33,33  | [ 15 ]        |
| «Чорноморець»     | 1985              | ВЛ                | 15                | 34         | 11        | 7         | 16        | 1/4    | 3     | 2     | 0     | 1     | КУ 1/16   | 4         | 1         | 1         | 2         | 47     | 17     | 11     | 19     | 62     | 77     | 43,97  | [ 16 ]        |
| «Чорноморець»     | 1985              | ПМ                | 1                 | 6          | 3         | 3         | 0         | 1/4    | 3     | 2     | 0     | 1     | КУ 1/16   | 4         | 1         | 1         | 2         | 47     | 17     | 11     | 19     | 62     | 77     | 43,97  | [ 16 ]        |
| «Чорноморець»     | 1984              | ВЛ                | 4                 | 34         | 16        | 9         | 9         | 1/8    | 2     | 1     | 0     | 1     | —         | —         | —         | —         | —         | 39     | 19     | 9      | 11     | 58     | 45     | 56,41  | [ 17 ]        |
| «Чорноморець»     | 1984              | ВЛ                | 4                 | 34         | 16        | 9         | 9         | 1/4    | 3     | 2     | 0     | 1     | —         | —         | —         | —         | —         | 39     | 19     | 9      | 11     | 58     | 45     | 56,41  | [ 17 ]        |
| «Чорноморець»     | 1983              | ВЛ                | 8                 | 34         | 16        | 5         | 13        | 1/8    | 2     | 1     | 0     | 1     | —         | —         | —         | —         | —         | 36     | 17     | 5      | 14     | 45     | 48     | 51,85  | [ 18 ]        |
| «Чорноморець»     | 1982              | ВЛ                | 10                | 34         | 11        | 11        | 12        | 2 зона | 5     | 2     | 1     | 2     | —         | —         | —         | —         | —         | 39     | 13     | 12     | 14     | 35     | 40     | 43,59  | [ 19 ]        |
| «Чорноморець»     | Всього 172        | Всього 172        | Всього 172        | Всього 172 | 65        | 42        | 65        |        | 16    | 8     | 1     | 7     |           | 4         | 1         | 1         | 2         | 192    | 74     | 44     | 74     | 308    | 254    | 46,18  |               |
| Всього за кар'єру | Всього за кар'єру | Всього за кар'єру | Всього за кар'єру | 613        | 264       | 163       | 186       |        | 77    | 47    | 8     | 22    |           | 32        | 14        | 6         | 12        | 722    | 315    | 177    | 220    | 1173   | 828    | 53,49  |               |

## Останні роки

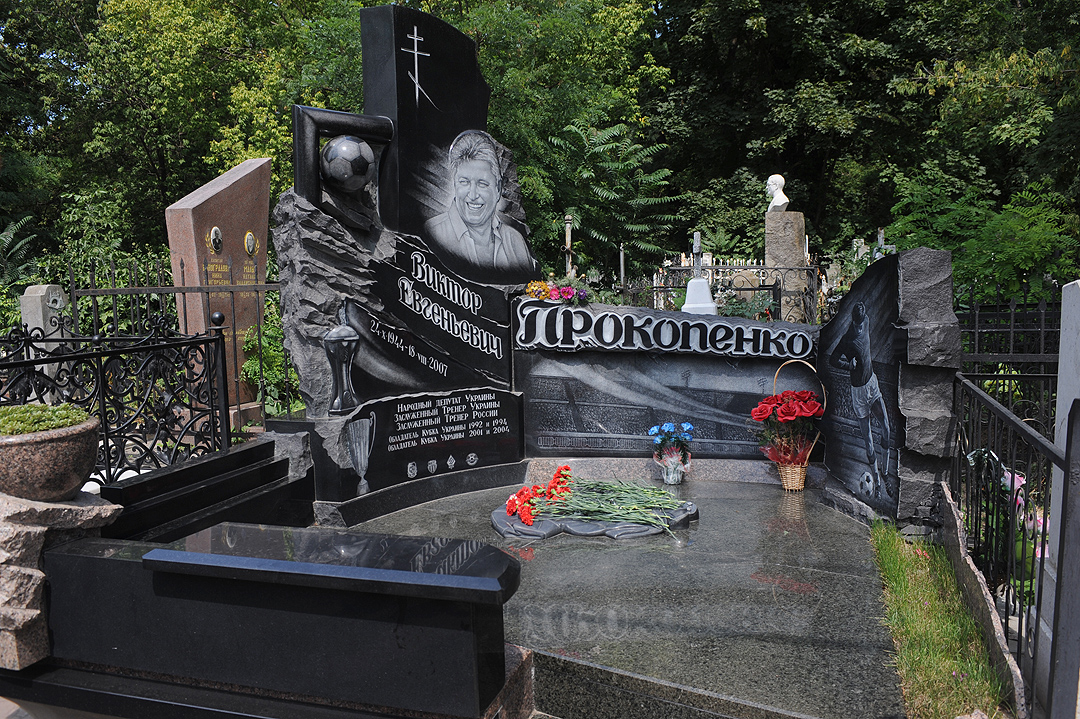
Могила Прокопенка, Одеський другий Християнський цвинтар

2004 року у зв'язку із відзначанням 110-річчя українського футболу, указом президента України № 795/2004 Віктор Євгенович Прокопенко нагороджений орденом «За заслуги» III ступеня.
З 26 березня 2006 року Віктор Прокопенко став Народним депутатом України 5-го скликання, потрапивши до списків Партії регіонів. У ході роботи у Верховній Раді, «за досягнення високих спортивних результатів на чемпіонаті світу з футболу 2006 року», 19 серпня 2006 року колишнього футболіста нагороджено медаллю «За працю і звитягу». Після розпуску Верховної Ради 2 квітня 2007 року за указом Президента України Прокопенко перестав займатися політикою.
Помер 18 серпня 2007 року в Одесі. Похований на Другому Християнському цвинтарі.

## Родина та особисте життя
Дружина Лариса Іванівна (1947 — 2012). Мав двох дітей: доньку — Тетяну (нар. 1970) та сина — Євгена (нар. 1979).

## Титули та досягнення

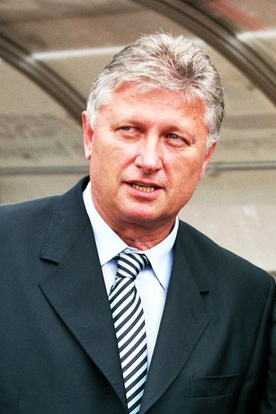
Віктор Прокопенко у роки тренерства в донецькому «Шахтарі». За цей час команда двічі здобула срібне призерство чемпіонату України та стала володарем Кубку України

### Клубні
«Шахтар» Донецьк:
- Срібний призер першої ліги СРСР (1): 1972.

«Чорноморець» Одеса:
- Бронзовий призер чемпіонату СРСР (1): 1974.

### Тренерські
«Чорноморець» Одеса:
- Бронзовий призер чемпіонату України (2): 1992–1993, 1993–1994.
- Володар Кубку України (2): 1992, 1993–1994.
- Володар Кубку Федерації футболу СРСР (1): 1990.

«Ротор»:
- Фіналіст Кубку Інтертото (1): 1996.
- Срібний призер чемпіонату Росії (1): 1997.
- Бронзовий призер чемпіонату Росії (1): 1996.
- Фіналіст кубку Росії (1): 1994–1995.
- Півфіналіст кубку Росії (3): 1995–1996, 1997–1998, 1998–1999.
- Срібний призер першої ліги СРСР (1): 1988.

«Шахтар» Донецьк:
- Срібний призер чемпіонату України (2): 1999–2000, 2000–2001.
- Володар Кубку України (1): 2000–2001.

### Індивідуальні
- Майстер спорту СРСР.
- Заслужений тренер УРСР (1985).
- Заслужений тренер РРФСР (1990).
- Найкращий тренер Росії (1): 1997.[3]
- Український Орден «За заслуги» III ступеня (2004).[20]
- Медаль «За працю і звитягу» (19 серпня 2006).[21]